# Ekonomika Běloruska
Ekonomika Běloruska je 72. největší ekonomikou na světě dle HDP na základě parity kupní síly (PPP), která v roce 2019 činila 195 miliard dolarů, neboli 20 900 dolarů na obyvatele.
Jako součást bývalého Sovětského svazu mělo Bělorusko relativně rozvinutou průmyslovou základnu; po rozpadu SSSR si tuto průmyslovou základnu zachovalo. Země má také širokou zemědělskou základnu a vysokou úroveň vzdělání. Mezi bývalými republikami Sovětského svazu mělo Bělorusko jednu z nejvyšších životních úrovní.
S pádem Sovětského svazu v roce 1991 čelily všechny bývalé sovětské republiky hluboké hospodářské krizi. Po zvolení Alexandra Lukašenka v roce 1994 jako prvního prezidenta Běloruska se země vydala cestou „tržního socialismu“ (na rozdíl od toho, co Lukašenko v té době považoval za „divoký kapitalismus“, který si vybralo Rusko). V souladu s touto politikou byly zavedeny administrativní kontroly cen a směnných kurzů měn. Rovněž se rozšířilo právo státu zasahovat do řízení soukromého podnikání, ale 4. března 2008 vydal prezident dekret, kterým zrušil pravidlo zlatého podílu, což bylo jasným krokem ke zlepšení mezinárodního hodnocení Běloruska ohledně zahraničních investic.
Příznivé podmínky pro dodávky ruské ropy a zemního plynu podporují určitou ekonomickou závislost na Rusku, běloruskému sousedovi z EAEU. Podle některých odhadů zisky plynoucí z nízkých cen, které země platí za ruský plyn a ropu – buď spotřebované lokálně nebo zpracované a poté zpětně vyvezené – občas tvořily až 10 % národního HDP. Hlavní exportní trh pro běloruskou zemědělskou a průmyslovou produkci spočívá v sousedství s Ruskem. V roce 2012 45 % běloruského vývozního obchodu proběhlo s Ruskem.
Rašelina, nejcennější minerální zdroj v zemi, se používá jako palivo a hnojivo a také v chemickém průmyslu. Bělorusko má také ložiska jílu, písku, křídy, dolomitu, fosforitu, kamenné soli, draslíku a různých solí. Lesy pokrývají přibližně třetinu půdy a těžba a zpracování dřeva je důležitým odvětvím.

## Charakteristika

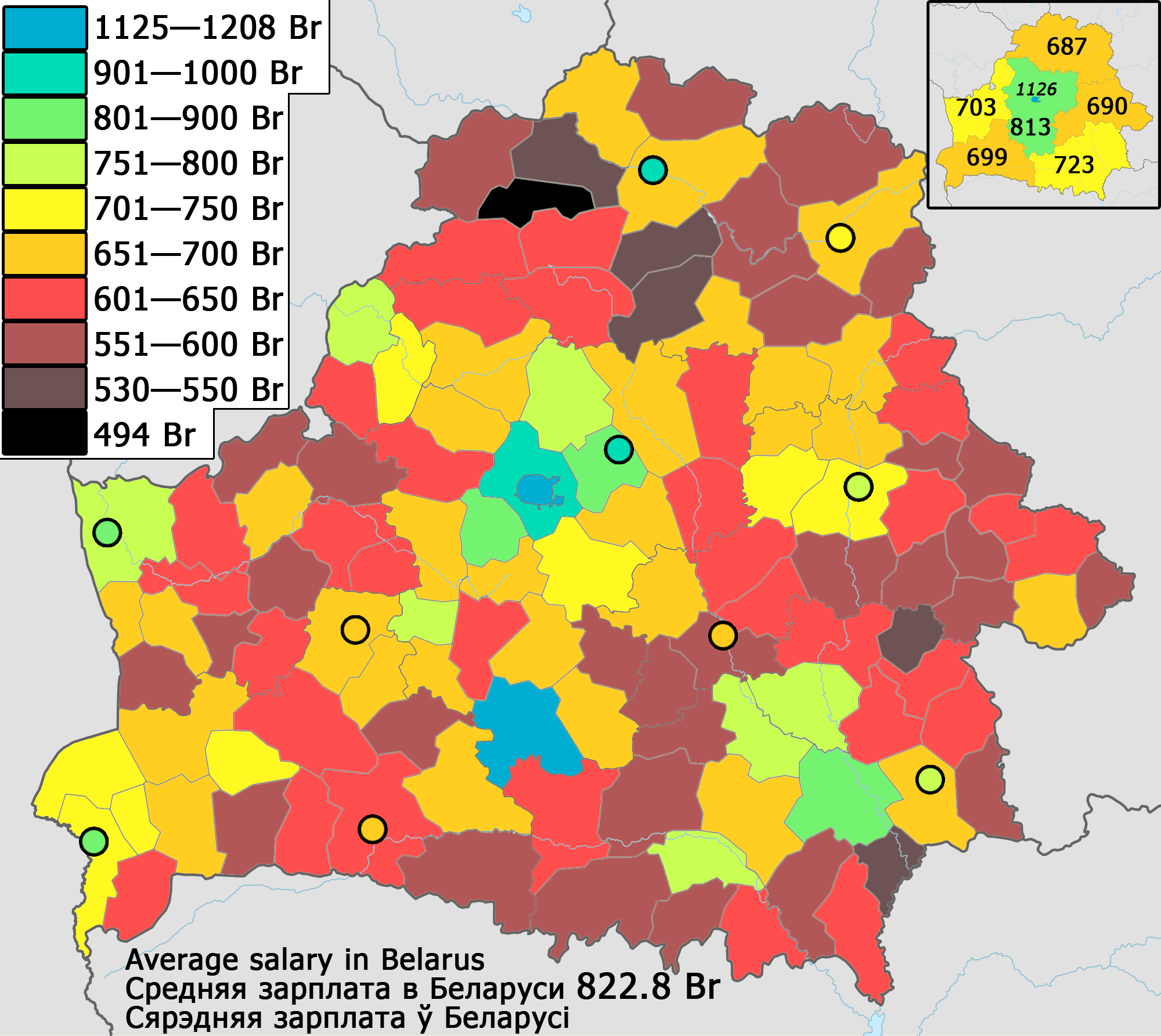
Nominální mzdy v Bělorusku podle rajónů (okresů) v roce 2017 (v běloruských rublech).

Ve prospěch běloruské ekonomiky hovoří příznivá poloha země, stejně tak přístup na ruský, kazašský i arménský trh, vysoce kvalifikovaná pracovní síla[zdroj?] a vyspěle rozvinutá infrastruktura.[zdroj?] Důležitou roli hraje i členství v Euroasijské hospodářské unii. Společnosti investující do Běloruska automaticky vstoupí na trh zemí EHU.
V Bělorusku se podobně jako na Kubě zachoval po rozpadu východního bloku odpor k privatizaci a liberalizaci ekonomiky. Stát si ponechal zásadní vliv hlavně na úrovni středních a velkých podniků (kontroluje přibližně 70 % ekonomiky). Zbývající část, která tvoří necelou třetinu ekonomiky, je ovládána převážně soukromým sektorem (podíl malých i středních podniků je okolo 23 %). Bělorusko má centrálně řízenou ekonomiku a silně omezené tržní principy. Velký důraz se klade především na sociální politiku. Komunální energie, ceny některých potravin, MHD či telekomunikační poplatky jsou dotované státem.
Státu kromě klíčových podniků patří také banky či pojišťovny. Z rozpočtu jsou financovány komunální služby, stavebnictví nebo třeba zemědělský sektor. Stát je známý rovněž vydáváním opatření, které mají za cíl přinést mu prospěch a to často na úkor soukromého sektoru (například zavedení různých typů daní či poplatků), také rovněž klade silný důraz na své cíle, což vyvolává občas spory mezi státem a zahraničními investory.
Soukromý sektor funguje hlavně na úrovni malého a středního podnikání. Podnikatelé označují jako problémy třeba vysokou daňovou zátěž, omezení plateb do zahraničí nebo korupci. V neposlední řadě také zásahy státu do hospodářství.

## Privatizace
Podíl produkce vybraných průmyslových odvětví na celkové průmyslové produkci v roce 2008
Dlouhou dobu privatizace státního majetku probíhala v rámci privatizačních plánů, od roku 2012 je toto pravidlo zrušeno. Cesta státních podniků do soukromého sektoru probíhá transformací státního podniku v akciovou společnost, za účasti zakladatele odlišného od státu, účastí investora na dražbě podniků (nebo akcií), nabytím akcií investorem na sekundárním trhu. V Bělorusku je běžná takzvaná privatizace po dohodě – zájemce, který má zájem o odkoupení státního podniku, se musí dohodnout se zástupci státu individuálně. Prodej státního majetku je však občas blokován, k čemuž došlo například v roce 2013. Pokud se zájemci koupě podaří, musí však přijmout řadu závazků, mezi které patří rozsáhlé investice do podniku, zachování plné zaměstnanosti nebo každoroční zvyšování mezd zaměstnanců. Je všeobecně známo, že privatizovat státní majetek v Bělorusku je možno, avšak individuálně a se souhlasem hlavy státu.
Prodejem nebo pronájmem státního majetku (objektů, pozemků) se zabývá Státní výbor pro majetek Republiky Bělorusko, a jeho oblastní podvýbory. Vedle Výboru se na privatizaci některých běloruských podniků podílí rovněž Národní agentura investic a privatizace.

## Státní zásahy a ochrana investic
Jak bylo již zmíněno, v Bělorusku dochází k častým zásahům státu do hospodářství, zejména u podniků se zahraniční účastí došlo k zásahům státu do vlastnických vztahů i řízení podniků. Stalo se tak třeba u firem Spartak, Luč, Kommunarka, Pinskdrev. Stát dělá v podnicích pravidelné kontroly, někteří investoři říkají, že je využívá k financování vlastních potřeb či přímo k převzetí daných podniků.